# Yamaha DX100

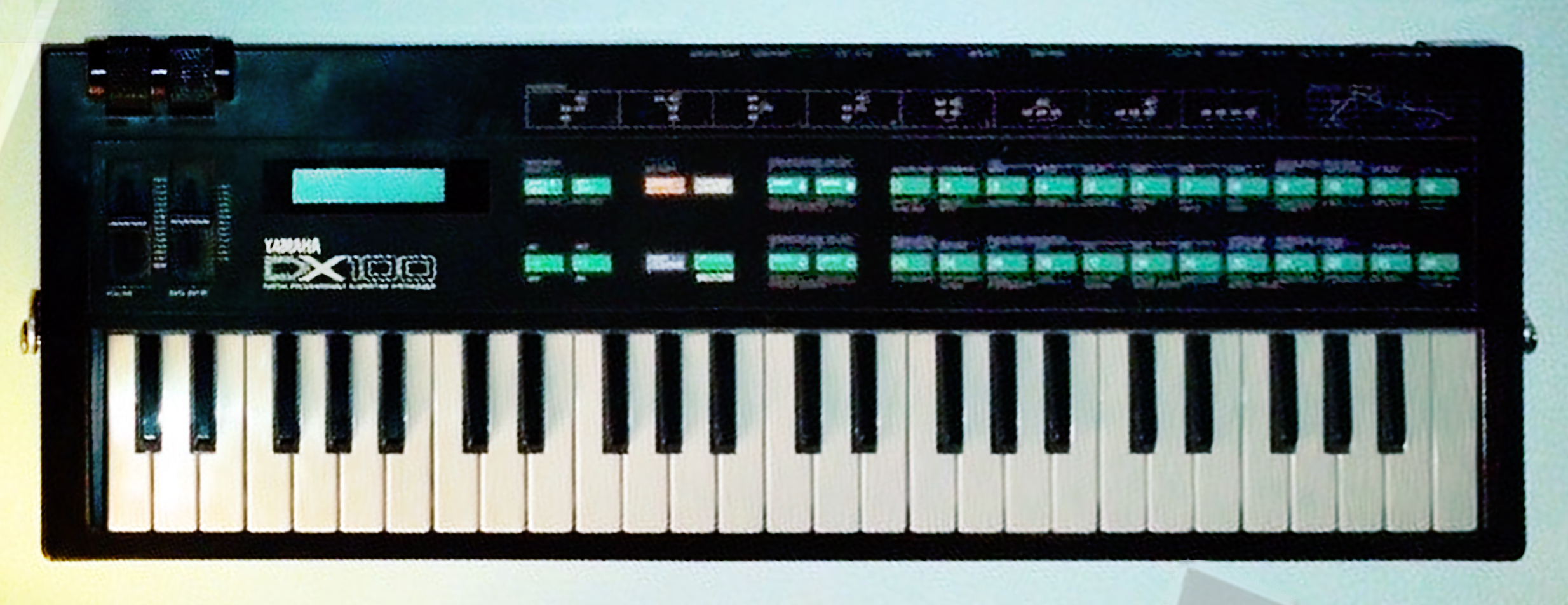
Yamaha DX100

Yamaha DX100 — це FM-синтезатор, випущений корпорацією Yamaha в 1986 році. Він пропонує чотири оператори для кожного з восьми голосів і має вісім алгоритмів (порівняно з шістьма операторами DX7 для кожного з шістнадцяти голосів і тридцятьма двома алгоритмами). Він має лише 49 міні-клавіш і не має арпеджіатора чи ефектів, але все одно корисний, відомий, зокрема, своїм басовим патчем №1. Він містить до 192 пресетів, що значно покращує обмежені можливості пресетів DX7. Він також може зберігати 24 програмованих користувачем звуку в оперативній пам'яті. Він не підтримує картридж, але голосові патчі можна зберігати та завантажувати з зовнішнього касетного диктофона.
Це був найдешевший програмований користувачем FM-синтезатор, виготовлений у 1980-х роках, що призвело до його популярності навіть серед професійних музикантів у 80-х та 90-х роках. По суті, це урізана версія DX21 і DX27, яка використовує той самий FM-чіп.

## Вартість
На момент свого виходу 1985 році DX100 коштував £349 GBP, $445 US.

## Відомі користувачі
- Aphex Twin[4]
- Хуан Аткінс[5]
- Autechre
- Лоран Гарньє
- Говард Джонс
- Жан-Мішель Жарр
- Тедді Райлі
- Orbital[6]
- Роджер Траутман
- Марк Мозерсбо з Devo
- Kraftwerk (під час живих виступів)
- Джо Джексон (під час живих виступів)

## Подальше читання
- Retro: Yamaha DX100. Future Music. № 55. April 1997. ISSN 0967-0378. OCLC 1032779031.